# Absolutely Free
1967. május 26-án jelent meg Frank Zappa és a The Mothers of Invention második albuma, az Absolutely Free. A bonyolult hangszereléssel, a politikai és társadalmi szatírával a Freak Out! hagyományait folytatták.
Az előző albumhoz hasonlóan szinte minden zenei stílus megtalálható, legyen az virtuóz módon vagy parodisztikusan előadva. A Mothers of Inventionben két új zenész is helyet kapott: Bunk Gardner szaxofonos és Don Preston billentyűs.
Ezúttal nagyobb hangsúlyt fektettek az összefüggő tételekre, az eredeti bakelit mindkét oldalán egy-egy mini-szvit volt. Az albumon hallható Zappa korai pályájának egyik legsikeresebb szerzeménye, a "Brown Shoes Don't Make It", amit az Allmusic így jellemez: „egy egész musical nyolc percbe sűrítve”.
A CD-kiadáson az első és második rész között található a Mothers egyik kislemeze. A "Big Leg Emma" és a "Why Don'tcha Do Me Right?" tudatos próbálkozás volt, hogy idióta tizenéveseknek tetsző idióta dalokat írjanak.
Ray Collins Necessity Is… című könyvében azt írta, hogy a klasszikus Mothers-albumok közül az Absolutely Free a kedvence.

## Az album dalai
Minden dalt Frank Zappa írt.
Suite No. 1: "Absolutely Free" (1st in a Series of Underground Oratorios)
- 1. "Plastic People" – 3:42
- 2. "The Duke of Prunes" – 2:13
- 3. "Amnesia Vivace" – 1:01
- 4. "The Duke Regains His Chops" – 1:52
- 5. "Call Any Vegetable" – 2:15
- 6. "Invocation and Ritual Dance of the Young Pumpkin" – 7:00
- 7. "Soft-Sell Conclusion" – 1:40

Új dalok az 1995-ös CD-kiadáson: a Mothers of Invention 1967-es kislemeze
- 8. "Big Leg Emma" – 2:31
- 9. "Why Don'tcha Do Me Right?" – 2:37

Suite No. 2: "The M.O.I. American Pageant" (2nd in a Series of Underground Oratorios)
- 10. "America Drinks" – 1:52
- 11. "Status Back Baby" – 2:54
- 12. "Uncle Bernie's Farm" – 2:10
- 13. "Son of Suzy Creamcheese" – 1:34
- 14. "Brown Shoes Don't Make It" – 7:30
- 15. "America Drinks and Goes Home" – 2:46

## Közreműködők
- Frank Zappa – gitár, ének, karmester
- Ray Collins – ének, csörgődob
- Roy Estrada – basszusgitár, ének
- Jimmy Carl Black – dob, ütőhangszerek, ének
- Bunk Gardner – fafúvósok
- Don Preston – billentyűs hangszerek
- Don Ellis – trombita ("Brown Shoes Don't Make It")
- Jim Fielder – gitár, zongora
- Billy Mundi – dob, ütőhangszerek
- John Rotella – ütőhangszerek
- Pamela Zarubica – ének
- Herb Cohen
- Lisa Cohen
- Kurt Retar
- Terry Gilliam – hangeffektek

### Produkció
- Ami Hadani – hangmérnök
- Val Valentine – vezető hangmérnök
- David Greene – újrakeverés
- Ferenc Dobronyi – borító
- Cal Schenkel – borító
- Alice Ochs – borítókép, illusztráció
- Jerry Deiter – fényképek
- Frank Zappa – borító, kollázsok, esszé, művészeti vezető, producer
- Tom Wilson – producer